# Mathew Vattamattam
Mathew Vattamattam (ur. 30 maja 1959 w Kalathurze) – indyjski duchowny rzymskokatolicki, od 2015 generał klaretynów.

## Życiorys
3 lipca 1974 wstąpił do zakonu klaretynów. 31 maja 1978 złożył pierwsze śluby zakonne, a 31 maja 1984 profesję wieczystą. Święcenia kapłańskie przyjął 10 maja 1986. 9 września 2015 został wybrany na generała zakonu klaretynów.